# St. Brigitta (Nimshuscheid)

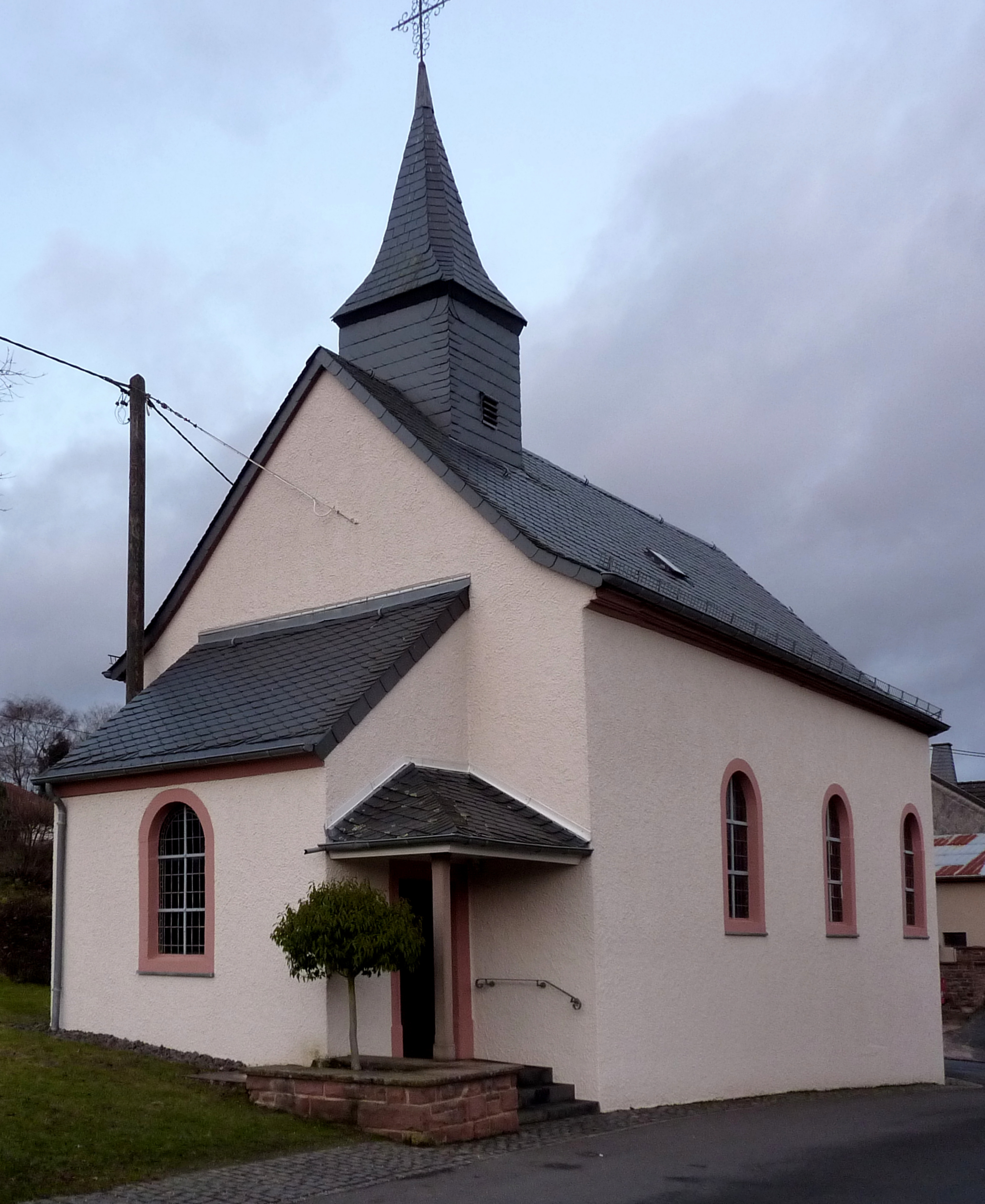
St. Brigitta (Nimshuscheid)

Die Kapelle St. Brigitta ist die römisch-katholische Filialkirche in Nimshuscheid im Eifelkreis Bitburg-Prüm in Rheinland-Pfalz. Die Kirche gehört zur Pfarrei Lasel in der Pfarreiengemeinschaft Schönecken-Waxweiler im Dekanat St. Willibrord Westeifel im Bistum Trier.

## Geschichte
1743 oder 1790 wurde die Kapelle als dreiachsiger Saalbau (13 × 6 Meter) mit Dachreiter gebaut. Sie ist zu Ehren der heiligen Birgitta von Schweden geweiht.

## Ausstattung

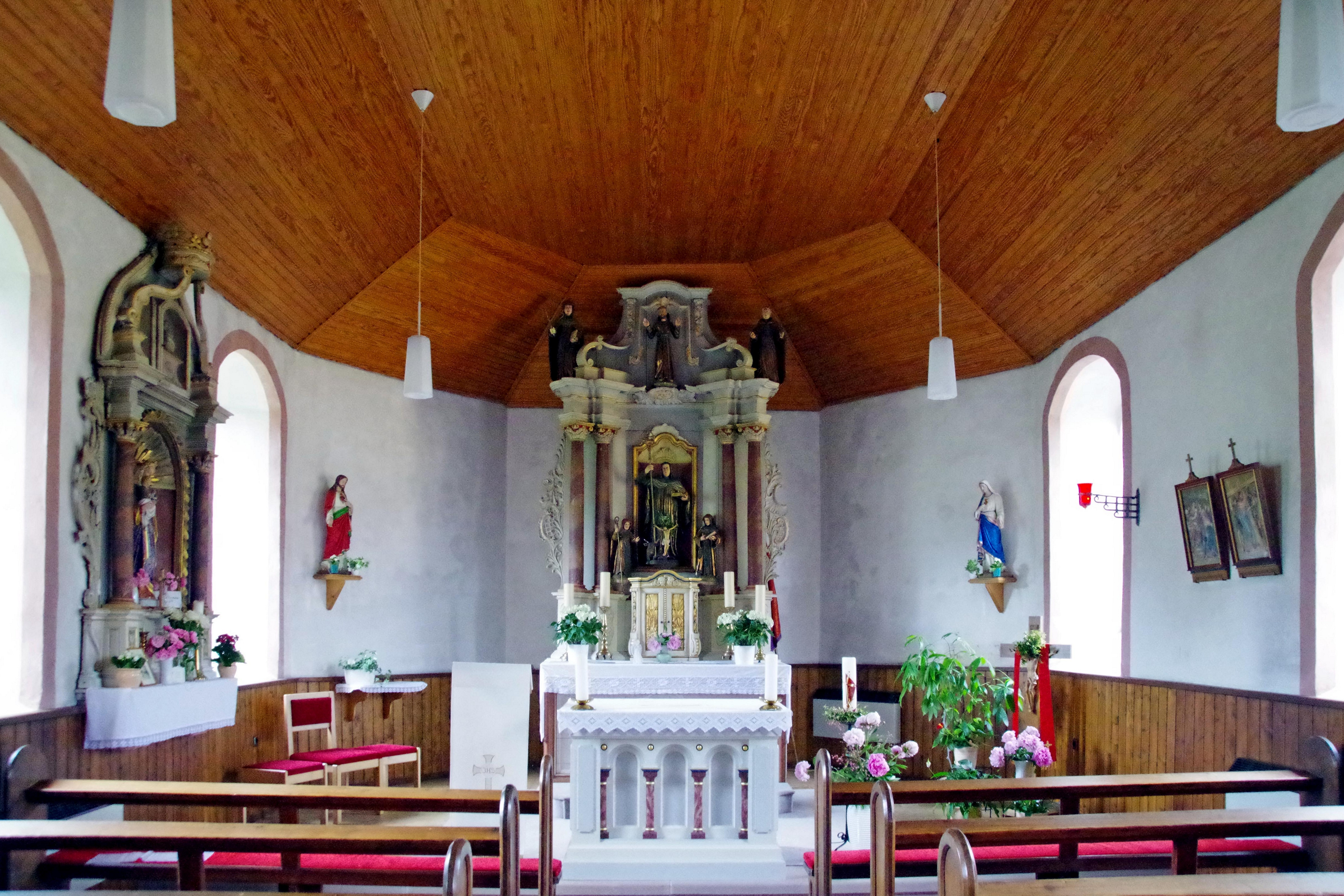
St. Brigitta (Nimshuscheid)

Der Hauptaltar ist ein Säulenaltar aus dem 18. Jahrhundert mit sechs Figuren: Brigitta, Franz von Assisi, Dominikus, Anastasia von Sirmium, Ottilie und Gertrud von Nivelles. Der Marienaltar (ebenfalls 18. Jahrhundert) zeigt die Gottesmutter mit dem (bekleideten) Jesuskind.